# Годылёво (болото)
Годылёво ― болото на востоке Быховского района Могилёвской области Беларуси, в водосборе реки Ухлясть и её притока реки Вороненка (бассейн Днепра).
Рядом с ним расположена одноимённая деревня.

## Описание болота
Болото низинного типа. Включает торфомассивы Годылёво, Воронино, Ухлясть и Зимник. Общая площадь 9,1 тыс. га. Глубина торфа до 7 м, ср. 2,4 м, степень разложения около 37 %, зольность 11,4 %. На площади 152 га есть сапропель. Осушено главным образом открытой осушительной сетью в 1950—1953 около 6,4 тыс. га. Добычу торфа ведёт торфобрикетный завод.